# Fußball-Europameisterschaft 2024/Gruppe D
| Pl. | Land        | Sp. | S | U | N | Tore    | Diff. | Punkte |
| --- | ----------- | --- | - | - | - | ------- | ----- | ------ |
| 1.  | Österreich  | 3   | 2 | 0 | 1 | 006:400 | +2    | 06     |
| 2.  | Frankreich  | 3   | 1 | 2 | 0 | 002:100 | +1    | 05     |
| 3.  | Niederlande | 3   | 1 | 1 | 1 | 004:400 | ±0    | 04     |
| 4.  | Polen       | 3   | 0 | 1 | 2 | 003:600 | −3    | 01     |

Gruppe D der Fußball-Europameisterschaft 2024:

## Polen – Niederlande 1:2 (1:1)
| Polen                                                           | Polen | Niederlande | Niederlande | Aufstellung                         |
| --------------------------------------------------------------- | --- | --- | ----------- | ----------------------------------- |
| Polen                                                           | \| 1. Spieltag \| \| 16. Juni 2024 um 15:00 Uhr (MESZ) in Hamburg (Volksparkstadion) \| \| Zuschauer: 48.117 \| \| Schiedsrichter: Artur Dias ( Portugal) 1 \| \| Spielbericht \| | \| 1. Spieltag \| \| 16. Juni 2024 um 15:00 Uhr (MESZ) in Hamburg (Volksparkstadion) \| \| Zuschauer: 48.117 \| \| Schiedsrichter: Artur Dias ( Portugal) 1 \| \| Spielbericht \| | Niederlande | Aufstellung Polen gegen Niederlande |
| Polen                                                           | Wojciech Szczęsny – Jan Bednarek, Bartosz Salamon (86. Bartosz Bereszyński), Jakub Kiwior – Przemysław Frankowski, Piotr Zieliński (78. Jakub Piotrowski), Taras Romanczuk (55. Bartosz Slisz), Nicola Zalewski – Kacper Urbański (55. Karol Świderski), Sebastian Szymański (46. Jakub Moder) – Adam Buksa Cheftrainer: Michał Probierz | Bart Verbruggen – Denzel Dumfries, Stefan de Vrij, Virgil van Dijk , Nathan Aké (87. Micky van de Ven) – Jerdy Schouten, Tijjani Reijnders, Joey Veerman (62. Georginio Wijnaldum) – Xavi Simons (62. Donyell Malen), Memphis Depay (81. Wout Weghorst), Cody Gakpo (81. Jeremie Frimpong) Cheftrainer: Ronald Koeman | Niederlande | Aufstellung Polen gegen Niederlande |
| Polen                                                           | 1:0 Buksa (16.) | 1:1 Gakpo (29.) 1:2 Weghorst (83.) | Niederlande | Aufstellung Polen gegen Niederlande |
| Polen                                                           | Trainer Probierz (53.) | Veerman (15.) | Niederlande | Aufstellung Polen gegen Niederlande |
| Polen                                                           | Spieler des Spiels: Cody Gakpo (Niederlande) | | Niederlande | Aufstellung Polen gegen Niederlande |
| 1. Spieltag                                                     | | |             |                                     |
| 16. Juni 2024 um 15:00 Uhr (MESZ) in Hamburg (Volksparkstadion) | | |             |                                     |
| Zuschauer: 48.117                                               | | |             |                                     |
| Schiedsrichter: Artur Dias ( Portugal) 1                        | | |             |                                     |
| Spielbericht                                                    | | |             |                                     |

## Österreich – Frankreich 0:1 (0:1)
| Österreich                                                         | Österreich | Frankreich | Frankreich | Aufstellung                             |
| ------------------------------------------------------------------ | --- | --- | ---------- | --------------------------------------- |
| Österreich                                                         | \| 1. Spieltag \| \| 17. Juni 2024 um 21:00 Uhr (MESZ) in Düsseldorf (Düsseldorf Arena) \| \| Zuschauer: 46.425 \| \| Schiedsrichter: Jesús Gil Manzano ( Spanien) 2 \| \| Spielbericht \| | \| 1. Spieltag \| \| 17. Juni 2024 um 21:00 Uhr (MESZ) in Düsseldorf (Düsseldorf Arena) \| \| Zuschauer: 46.425 \| \| Schiedsrichter: Jesús Gil Manzano ( Spanien) 2 \| \| Spielbericht \| | Frankreich | Aufstellung Österreich gegen Frankreich |
| Österreich                                                         | Patrick Pentz – Stefan Posch, Kevin Danso, Maximilian Wöber (59. Gernot Trauner), Phillipp Mwene (88. Alexander Prass) – Nicolas Seiwald, Florian Grillitsch (59. Patrick Wimmer) – Konrad Laimer (90.+2' Romano Schmid), Christoph Baumgartner, Marcel Sabitzer – Michael Gregoritsch (59. Marko Arnautović) Cheftrainer: Ralf Rangnick ( Deutschland) | Mike Maignan – Jules Koundé, Dayot Upamecano, William Saliba, Théo Hernández – N’Golo Kanté, Antoine Griezmann (90. Youssouf Fofana), Adrien Rabiot (71. Eduardo Camavinga) – Ousmane Dembélé (71. Randal Kolo Muani), Kylian Mbappé (90. Olivier Giroud), Marcus Thuram Cheftrainer: Didier Deschamps | Frankreich | Aufstellung Österreich gegen Frankreich |
| Österreich                                                         | 0:1 Wöber (38., Eigentor) | | Frankreich | Aufstellung Österreich gegen Frankreich |
| Österreich                                                         | Wöber (16.), Mwene (34.), Baumgartner (79.), Laimer (84.), Danso (90.+3') | Dembélé (56.), Mbappé (90.) | Frankreich | Aufstellung Österreich gegen Frankreich |
| Österreich                                                         | Spieler des Spiels: N’Golo Kanté (Frankreich) | | Frankreich | Aufstellung Österreich gegen Frankreich |
| 1. Spieltag                                                        | | |            |                                         |
| 17. Juni 2024 um 21:00 Uhr (MESZ) in Düsseldorf (Düsseldorf Arena) | | |            |                                         |
| Zuschauer: 46.425                                                  | | |            |                                         |
| Schiedsrichter: Jesús Gil Manzano ( Spanien) 2                     | | |            |                                         |
| Spielbericht                                                       | | |            |                                         |

## Polen – Österreich 1:3 (1:1)
| Polen                                                        | Polen | Österreich | Österreich | Aufstellung                        |
| ------------------------------------------------------------ | --- | --- | ---------- | ---------------------------------- |
| Polen                                                        | \| 2. Spieltag \| \| 21. Juni 2024 um 18:00 Uhr (MESZ) in Berlin (Olympiastadion) \| \| Zuschauer: 69.455 \| \| Schiedsrichter: Halil Umut Meler ( Türkei) 3 \| \| Spielbericht \| | \| 2. Spieltag \| \| 21. Juni 2024 um 18:00 Uhr (MESZ) in Berlin (Olympiastadion) \| \| Zuschauer: 69.455 \| \| Schiedsrichter: Halil Umut Meler ( Türkei) 3 \| \| Spielbericht \| | Österreich | Aufstellung Polen gegen Österreich |
| Polen                                                        | Wojciech Szczęsny – Jan Bednarek, Paweł Dawidowicz, Jakub Kiwior – Przemysław Frankowski, Jakub Piotrowski (46. Jakub Moder), Bartosz Slisz (75. Kamil Grosicki), Nicola Zalewski – Piotr Zieliński (87. Kacper Urbański) – Adam Buksa (60. Robert Lewandowski), Krzysztof Piątek (60. Karol Świderski) Cheftrainer: Michał Probierz | Patrick Pentz – Stefan Posch, Gernot Trauner (59. Kevin Danso), Philipp Lienhart, Phillipp Mwene (63. Alexander Prass) – Nicolas Seiwald, Florian Grillitsch (46. Patrick Wimmer) – Christoph Baumgartner (81. Romano Schmid), Konrad Laimer, Marcel Sabitzer – Marko Arnautović (81. Michael Gregoritsch) Cheftrainer: Ralf Rangnick ( Deutschland) | Österreich | Aufstellung Polen gegen Österreich |
| Polen                                                        | 1:1 Piątek (30.) | 0:1 Trauner (9.) 1:2 Baumgartner (66.) 1:3 Arnautović (78., Foulelfmeter) | Österreich | Aufstellung Polen gegen Österreich |
| Polen                                                        | Slisz (53.), Moder (62.), Lewandowski (64.), Szczęsny (77.) | Wimmer (56.), Arnautović (70.) | Österreich | Aufstellung Polen gegen Österreich |
| Polen                                                        | Spieler des Spiels: Christoph Baumgartner (Österreich) | | Österreich | Aufstellung Polen gegen Österreich |
| 2. Spieltag                                                  | | |            |                                    |
| 21. Juni 2024 um 18:00 Uhr (MESZ) in Berlin (Olympiastadion) | | |            |                                    |
| Zuschauer: 69.455                                            | | |            |                                    |
| Schiedsrichter: Halil Umut Meler ( Türkei) 3                 | | |            |                                    |
| Spielbericht                                                 | | |            |                                    |

## Niederlande – Frankreich 0:0
| Niederlande                                                    | Niederlande | Frankreich | Frankreich | Aufstellung                              |
| -------------------------------------------------------------- | --- | --- | ---------- | ---------------------------------------- |
| Niederlande                                                    | \| 2. Spieltag \| \| 21. Juni 2024 um 21:00 Uhr (MESZ) in Leipzig (Leipzig Stadion) \| \| Zuschauer: 38.531 \| \| Schiedsrichter: Anthony Taylor ( England) 4 \| \| Spielbericht \| | \| 2. Spieltag \| \| 21. Juni 2024 um 21:00 Uhr (MESZ) in Leipzig (Leipzig Stadion) \| \| Zuschauer: 38.531 \| \| Schiedsrichter: Anthony Taylor ( England) 4 \| \| Spielbericht \|                                                                          | Frankreich | Aufstellung Niederlande gegen Frankreich |
| Niederlande                                                    | Bart Verbruggen – Denzel Dumfries, Stefan de Vrij, Virgil van Dijk , Nathan Aké – Jerdy Schouten (73. Joey Veerman), Xavi Simons (73. Georginio Wijnaldum), Tijjani Reijnders – Jeremie Frimpong (73. Lutsharel Geertruida), Memphis Depay (79. Wout Weghorst), Cody Gakpo Cheftrainer: Ronald Koeman | Mike Maignan – Jules Koundé, Dayot Upamecano, William Saliba, Théo Hernández – N’Golo Kanté, Aurélien Tchouaméni, Adrien Rabiot – Ousmane Dembélé (75. Kingsley Coman), Antoine Griezmann , Marcus Thuram (75. Olivier Giroud) Cheftrainer: Didier Deschamps | Frankreich | Aufstellung Niederlande gegen Frankreich |
| Niederlande                                                    | Schouten (31.) | | Frankreich | Aufstellung Niederlande gegen Frankreich |
| Niederlande                                                    | Spieler des Spiels: N’Golo Kanté (Frankreich) | | Frankreich | Aufstellung Niederlande gegen Frankreich |
| 2. Spieltag                                                    | | |            |                                          |
| 21. Juni 2024 um 21:00 Uhr (MESZ) in Leipzig (Leipzig Stadion) | | |            |                                          |
| Zuschauer: 38.531                                              | | |            |                                          |
| Schiedsrichter: Anthony Taylor ( England) 4                    | | |            |                                          |
| Spielbericht                                                   | | |            |                                          |

Mit dem Ergebnis des Spiels stand Polen als erste Mannschaft fest, die nach der Vorrunde aus dem Turnier ausscheiden würde. Polen könnte nur noch mit Österreich an Punkten gleichziehen, würde aber dann aufgrund des Ergebnisses der direkten Begegnung nachgereiht werden.

## Frankreich – Polen 1:1 (0:0)
| Frankreich                                                           | Frankreich | Polen | Polen | Aufstellung                        |
| -------------------------------------------------------------------- | --- | --- | ----- | ---------------------------------- |
| Frankreich                                                           | \| 3. Spieltag \| \| 25. Juni 2024 um 18:00 Uhr (MESZ) in Dortmund (BVB Stadion Dortmund) \| \| Zuschauer: 59.728 \| \| Schiedsrichter: Marco Guida ( Italien) 5 \| \| Spielbericht \| | \| 3. Spieltag \| \| 25. Juni 2024 um 18:00 Uhr (MESZ) in Dortmund (BVB Stadion Dortmund) \| \| Zuschauer: 59.728 \| \| Schiedsrichter: Marco Guida ( Italien) 5 \| \| Spielbericht \|                                                                                    | Polen | Aufstellung Frankreich gegen Polen |
| Frankreich                                                           | Mike Maignan – Jules Koundé, Dayot Upamecano, William Saliba, Théo Hernández – Aurélien Tchouaméni (81. Youssouf Fofana), N’Golo Kanté (61. Antoine Griezmann), Adrien Rabiot (61. Eduardo Camavinga) – Ousmane Dembélé (86. Randal Kolo Muani), Kylian Mbappé , Bradley Barcola (61. Olivier Giroud) Cheftrainer: Didier Deschamps | Łukasz Skorupski – Jan Bednarek, Paweł Dawidowicz, Jakub Kiwior – Przemysław Frankowski, Jakub Moder, Piotr Zieliński, Nicola Zalewski (68. Michał Skóraś) – Sebastian Szymański (68. Karol Świderski), Kacper Urbański – Robert Lewandowski Cheftrainer: Michał Probierz | Polen | Aufstellung Frankreich gegen Polen |
| Frankreich                                                           | 1:0 Mbappé (56., Foulelfmeter) | 1:1 Lewandowski (79., Foulelfmeter) | Polen | Aufstellung Frankreich gegen Polen |
| Frankreich                                                           | Rabiot (43.) | Zalewski (24.), Dawidowicz (89.), Świderski (90.+2') | Polen | Aufstellung Frankreich gegen Polen |
| Frankreich                                                           | Spieler des Spiels: Łukasz Skorupski (Polen) | | Polen | Aufstellung Frankreich gegen Polen |
| 3. Spieltag                                                          | | |       |                                    |
| 25. Juni 2024 um 18:00 Uhr (MESZ) in Dortmund (BVB Stadion Dortmund) | | |       |                                    |
| Zuschauer: 59.728                                                    | | |       |                                    |
| Schiedsrichter: Marco Guida ( Italien) 5                             | | |       |                                    |
| Spielbericht                                                         | | |       |                                    |

## Niederlande – Österreich 2:3 (0:1)
| Niederlande                                                  | Niederlande | Österreich | Österreich | Aufstellung                              |
| ------------------------------------------------------------ | --- | --- | ---------- | ---------------------------------------- |
| Niederlande                                                  | \| 3. Spieltag \| \| 25. Juni 2024 um 18:00 Uhr (MESZ) in Berlin (Olympiastadion) \| \| Zuschauer: 68.363 \| \| Schiedsrichter: Ivan Kružliak ( Slowakei) 6 \| \| Spielbericht \| | \| 3. Spieltag \| \| 25. Juni 2024 um 18:00 Uhr (MESZ) in Berlin (Olympiastadion) \| \| Zuschauer: 68.363 \| \| Schiedsrichter: Ivan Kružliak ( Slowakei) 6 \| \| Spielbericht \| | Österreich | Aufstellung Niederlande gegen Österreich |
| Niederlande                                                  | Bart Verbruggen – Lutsharel Geertruida, Stefan de Vrij, Virgil van Dijk , Nathan Aké (66. Micky van de Ven) – Tijjani Reijnders (66. Georginio Wijnaldum), Jerdy Schouten, Joey Veerman (35. Xavi Simons) – Donyell Malen (72. Wout Weghorst), Memphis Depay, Cody Gakpo Cheftrainer: Ronald Koeman | Patrick Pentz – Stefan Posch, Maximilian Wöber, Philipp Lienhart (62. Leopold Querfeld), Alexander Prass – Nicolas Seiwald, Florian Grillitsch (62. Konrad Laimer) – Patrick Wimmer (62. Christoph Baumgartner), Marcel Sabitzer, Romano Schmid (90.+2' Andreas Weimann) – Marko Arnautović (78. Michael Gregoritsch) Cheftrainer: Ralf Rangnick ( Deutschland) | Österreich | Aufstellung Niederlande gegen Österreich |
| Niederlande                                                  | 1:1 Gakpo (47.) 2:2 Depay (75.) | 0:1 Malen (6., Eigentor) 1:2 Schmid (59.) 2:3 Sabitzer (80.) | Österreich | Aufstellung Niederlande gegen Österreich |
| Niederlande                                                  | Posch (32.), Wimmer (34.), Querfeld (90.+4') | | Österreich | Aufstellung Niederlande gegen Österreich |
| Niederlande                                                  | Das 1:2 war das 900. EM-Tor | | Österreich | Aufstellung Niederlande gegen Österreich |
| Niederlande                                                  | Spieler des Spiels: Marcel Sabitzer (Österreich) | | Österreich | Aufstellung Niederlande gegen Österreich |
| 3. Spieltag                                                  | | |            |                                          |
| 25. Juni 2024 um 18:00 Uhr (MESZ) in Berlin (Olympiastadion) | | |            |                                          |
| Zuschauer: 68.363                                            | | |            |                                          |
| Schiedsrichter: Ivan Kružliak ( Slowakei) 6                  | | |            |                                          |
| Spielbericht                                                 | | |            |                                          |